# Goodman
Goodman je priimek več oseb:
- Anna Goodman, kanadska alpska smučarka
- Benny Goodman, ameriški džezovski klarinetist
- Eric Whitlock Goodman, britanski general
- Nelson Goodman, ameriški filozof
- Walter Rutherford Goodman, britanski general